# ラドバウド大学
ラドバウド大学（英語: Radboud University Nijmegen、公用語表記: Radboud Universiteit Nijmegen）は、ナイメーヘンに本部を置くオランダのカトリック大学。1923年創立、1923年大学設置。
旧称はRoomsch Katholieke Universiteit te Nijmegen。日本語ではナイメーヘン・ラドバウド大学、ラドバウド・ナイメーヘン大学、ラドバウト大学、ラトバウト大学などとも呼ばれる。

## 歴史
ヘイエンダール城(現在は大学事務局の建物として使われている)はヘイエンダールの中心にあり、ラドバウド大学の建物のほとんどはここに建てられるようになった。最初のナイメーヘン大学は1655年に設立されたが、1680年には閉鎖されている。ナイメーヘンのラドバウド大学は1923年10月17日にナイメーヘン・カトリック大学として設立され、最初は27人の教授陣と189人の学生を有していた。この大学は、ローマンカトリックの信徒たちが、自分たちの大学が必要だと考えたために設立したものである。当時、オランダのローマンカトリックは不利な立場にあり、政府で高い地位についているようなカトリック教徒はほとんどいなかった。スヘルトーヘンボス、ティルブルフ、デン・ハーグ、マーストリヒトとの激しい競争の末、ナイメーヘンが大学の本拠地になる街として選ばれた。その後に起こった第二次世界大戦で大学は深刻な打撃を被った。多くの傑出したスタッフが亡くなっており、その中でもロバート・レゴウトやティトゥス・ブランズマはダッハウ強制収容所に送られて死亡した。1943年、学長のヘルメスドルフはドイツに協力することを拒んだ。1944年2月2日、大学は爆撃にあって多数の建物を失った。授業は1945年の3月に再開した。それ以来、学生数は堅調に増加し、1960年は3,000人であったものが1980年には15,000人になっていた。
2004年に、大学は紀元900年頃の聖職者である聖ラドバウドにちなんで、名称をナイメーヘン・ラドバウド大学にあらためた。

## キャンパス
大学の医学部はヘイエンダール・キャンパスにある大規模な教育病院である聖ラドバウド大学医療センターと連携しており、この近くには自然科学部が入っているホイヘンス棟などの他の大学の建物もある。エラスムス塔とエラスムス棟には人文学部が入っており、キャンパスの南端、スポーツセンター(USC)の隣にある。
近年は学内寮はスポーツセンター、科学関係の建物などが建てられた。
新しいグロティウス棟は、法学部にもっと使える場所が必要だということで建てられたものである。
大学キャンパスはヘイエンダール駅のそばにある。大学からナイメーヘン中央駅や街の中心部まで、頻繁なシャトルバスサービスがある。
ラドバウド大学の特徴として、緑の多いキャンパスがある。しばしば、オランダで最も魅力があるキャンパスにあげられる。

## 学術

### 教育
ラドバウド大学には7つの学部があり、19,130人の学生が111のプログラムで学んでいる。このうち37は学部のプログラム、74は修士のプログラムである。
2013年9月の時点で、英語で授業が行われる36の国際修士課程と、さらにオランダ語で授業が行われる修士課程も提供されている。全コース英語で学べる学部教育課程が2つあり、この課程は国際経済ビジネスコースと国際企業管理コースである。他の全ての学部教育はオランダ語で行われているが、必須教材のほとんどは英語である。オランダ語で行われるプログラムであっても、試験、レポート、また授業も英語で行われることがある。修士課程は全てオランダ及びフランダース認定機関(NVAO)によって国際的に認定されている。

#### 国際修士プログラム
英語で授業が行われる修士課程は全て研究に基づくプログラムである。人文学部、法学部、社会科学部、医学部、科学部、哲学部、神学・宗教学部で教育が実施されているほか、学際組織であるナイメーヘン経営研究学校にもこのプログラムがある。
| - 人類学・発達研究 - 人類学 - 発達研究学 - 人工知能 - 脳コンピュータ・インタフェース - 認知人工知能 - 行動科学(研究修士課程) - 生物医学 - 生物学 - 応用有機 - 生態系 - 水利環境 - 経営管理 - ビジネス分析・モデリング - 国際経営 - マーケティング - 組織デザイン開発 - 戦略的人材マネジメント - 戦略 - 化学 - 認知神経科学(研究修士課程) - 比較行政学(COMPASS) - 計算機科学 - 経済学 - 会計管理 - 財政経済学 - 国際経済学 - 国際経済ビジネス - ヨーロッパ法 - ヨーロッパ空間環境プランニング - 史的・文学的・文化的研究 - 史的研究 - 文学研究 - 芸術視覚文化 - 歴史学 - 現代史 - 永遠のローマ - 人文地理 - 紛争・国境・アイデンティティ - 経済地理 - ヨーロッパ：国境、アイデンティティ、統治 - グローバリゼーション、移民、発展 - 都市文化地理 | - 情報科学 - 情報ビジネスコミュニケーション - 言語コミュニケーション(研究修士課程) - 言語学 - オランダ語学 - フランス語学 - スペイン語学 - ドイツ語学 - 英語学 - 数学 - 生物医学 - 細胞動力学 - 臨床生物学 - 神経生物学 - 分子生命科学 - 病理分子メカニズム(研究修士課程) - 自然科学 - 物理化学 - 生物物理 - 化学生物 - 国際的観点からのオランダ芸術建築 - 北アメリカ研究 - 国際的観点からの北アメリカ文学文化 - トランスナショナル・アメリカ：政治、文化、社会 - 哲学(研究修士課程) - 物理天文 - 天体物理学 - 生物物理学 - 高エネルギー物理分子と機能材料 - 政治学 - 国際関係 - 比較ヨーロッパ政治 - 政治理論：承認、正義、権力 - 社会文化研究(研究修士課程) - 神学 |

### 研究
ラドバウド大学はいくつか研究所を持っており、マネジメント研究所(IMR)、ナノラブ・ナイメーヘン、ナイメーヘン認知情報研究所、F・C・ドンダース認知神経画像センターなどが含まれる。